# 瞳のカトブレパス
『瞳のカトブレパス』（ひとみのカトブレパス）は、田中靖規による日本の漫画作品。田中の初連載作であり、『週刊少年ジャンプ』2006年40号（同年9月発売）に前身となる同名の読切が掲載され、2007年25号（同年5月発売）から40号（9月発売）まで連載された。連載話数の単位は「#○」。

## あらすじ
日本の古都「K都」にはびこり、人を食らう魔物たちを、時を止める力を持った少年・志村時生が退治する。その過程で騒動に巻き込まれた女子高生の岸田美衣子は、好奇心から時生を詮索する。

## 登場人物

### 志村家
K都守護家『北の玄武』。玄武寺に住んでいる。この玄武寺は周囲から見ると無人の古寺で、近所では「ぬけがら寺」と呼ばれ誰も近付かない。実際は結界によって外からは真の姿が見えないようになっている。寺のモデルは東寺。
志村 時生（しむら ときお）
本作の主人公。16歳。1991年4月22日生まれ（牡牛座）、O型。両利き。身長175cm、体重64kg。
左目に時を止める力を持つ魔物「カトブレパス」を飼い、この力を使って局所的に時間を停止させることができる少年。また「カトブレパス」を宿していることにより、時生には一切の毒は通用しない。一人称は「僕」。丁寧語を使った敬語で喋る。
千年前、祅魔を封じ込めた「K都守護家」"志村家"の21代目当主。
常に視線避けのサンバイザーを被り、ロングジャケットのような半纏を羽織る。やや天然な性格で、面倒ごとが嫌いな典型的現代っ子。また、アニメオタクでもあり、好きなテレビアニメに関しては、放送時間きっかりに視聴できるよう物事を片付けるなど並々ならぬこだわりを見せる。好物はK都ラーメン、アニメ、ひとりの時間。嫌いなものは目を合わせてくる人、いろいろ質問してくる人、家までついてくる人、面倒くさい事。故に美依子のことは苦手。
カトブレパスが現れていないときでも、他人と眼を合わせるのが苦手。10歳で当主になって以来、神経過敏になっているのが原因らしい。
家族を抹殺した兄・時人を自らの手で葬ることを誓っている。
肉弾戦では"破邪の鉄扇"を武器として戦う。また、カトブレパスと同化することにより片手で祅魔を切り裂くほどの力を得ることも可能である。時生自身の祅力は、「伍」クラス。
訓練をしているため、両目共に視力は5.0。
白澤（ハクタク）
生年月日・性別・血液型、ともに不明。身長80cm、体重40kg。右利き。
志村家に一番長く仕えている者。牛のような体型で「白澤圖（ハクタクズ）」の札を顔に張っている。そのため、白澤の顔を見た物は誰もいないという。祅力を解放すると人型に変化する。何でも知っているため、時生曰く「生き字引」。外出する事はないようだが、隣人である美依子の顔は知っていた。
普段はのそのそと歩き手も震えておぼつかないような状態だが、急ぐときは若干宙に浮いて移動する。時生の活躍ぶりを聞くのが楽しみのようで、そのことになると興奮する。ゴールド免許を所持。
実際は「弌」クラス以上の祆魔だが、普段は「玖」クラスほどまでに祅力を制限している模様。
自身を玄武寺の結界としている。
菖蒲（あやめ）
志村家に仕えている者。妖精のような小柄な体格で、常に空中に浮いて移動する。
徳田（とくだ）
志村家に仕えている料理人。時生以外で唯一、志村家に住む"人間"で、年配の男性。時生曰く「徳田の作る料理は天下一品」。

### 細美家
K都守護家『南の朱雀』。普段は蕎麦屋「朱雀庵」を経営。万一に備えて骨組みには護符が貼ってある。
細美 一燈（ほそみ かずと）
22歳。1985年11月20日生まれ（蠍座）、A型、右利き。身長182cm、体重71kg。
時生と同じく「K都守護家」"細見家"の21代目当主。守護家の当主同士のため、時生とは遠い親戚関係にあたる。
髪に祆魔の真朱鴗鳥（マソホソニドリ）を飼っている。
「時生の目を自ら見る者はみんなヘンタイ（か自殺志願者）」と考えているため、ミーコを「ヘンタイ女」と呼び、事あるごとにからかっては楽しんでいる。
時生に「口の悪さは生まれつき」と称されるほどの毒舌家だが、基本的には面倒見のいい性格。
炎を自在に操る事が出来る為、喫煙時もライターを使用しない。
普通自動車免許と大型自動二輪免許を持ち、ハーレー・ダビッドソンと蕎麦をこよなく愛する。嫌いなものは甘いもの、人を待つこと、ニンジン。
七尾 光樹（ななお みつき）
19歳。1988年11月26日生まれ（射手座）、B型、左利き。身長170cm、体重59kg。
細美家の側近中の側近である戦闘集団『三連朱雀』（みつらすざく）の一人。右手の人差し指の中に祆魔の銀星（ギンボシ）を飼っている。
ミーコ曰く「イケメン」の少年で、明るい性格。ミーコに「ミッキー」と呼ばれるほど仲良くなり、朱雀庵の場所を教えたりもしている。かなりの方向音痴で、蕎麦の出前などではよく道に迷うため、一燈から怒鳴られることが日常茶飯事。
幼少期に両親を祆魔に殺害された過去を持ち、その際一燈に助けられたことから、彼を慕っている。
檮杌との戦いで重傷を負うが命に別状はなく、無事に救出された。
好きなものは映画、サッカー。嫌いなものは地図（読めないため）、炭酸飲料。
吉井 透侍（よしい とうじ）
26歳。1982年2月25日生まれ（魚座）、O型、右利き。身長190cm、体重80kg。
『三連朱雀』の一人。スキンヘッドにサングラス姿。左胸に祆魔の雷切（ライキリ）を飼っている。居合を得意とするだけでなく、剣道の有段者（七段）でもある。
光樹と同様、幼少期に家族を祆魔に殺された過去を持つ。
朱雀庵では手打ち蕎麦を打つだけでなく、一燈から蕎麦切りを一任されているほどの腕前を持つ。
好きなものは刀剣、料理。嫌いなものはおしゃべりな人、カラオケ。
五十嵐（いがらし）
『三連朱雀』の一人。帽子を被った老人。一燈が子供の頃から彼につき従っている。

### 倉持家
K都守護家『東の青龍』。大財閥「青龍会」を経営している。
倉持 みちる（くらもち みちる）
18歳。1990年1月21日生まれ（水瓶座）、O型、右利き。身長164cm、体重52kg。
時生と同じく「K都守護家」"倉持家"の21代目当主。胸の谷間に祆魔の娑伽羅王（シャカラオウ）を飼っている。継承の儀式を終えたばかりのため、まだ力の制御がうまくできない。そのため興奮したり動揺したりすると、周辺の「水」が暴れだしてしまう。
まだ守護家当主としての実力は未熟だが、芯の強い心の持ち主。
普段は私立女子高3年生で、成績優秀。吹奏楽部でクラリネットを担当している。
好きなものはジャスミン茶、読書（好きな作家は東野圭吾である。）。嫌いなものは高い所、ブツブツしたもの、生肉。
倉持 たまき（くらもち たまき）
71歳。1936年7月1日生まれ（蟹座）、O型、右利き。身長140cm、体重44kg。
"倉持家"の20代目当主。みちるの祖母。耳に大きなフープピアスをしている。病状悪化の為継承式を開いたということだったが、実際は言伝を頼まれた光樹が勘違いしてしまったためであり、ギックリ腰で寝込んでいただけだった。気丈な性格の持主で、すでに（継承式で）ヨーマの力は失っているが体術はかなりのもの。占星術を得意とし、当たる確率は100％とされているほどだが、熾凶の出現だけは予測できなかった。
普段は「株式会社青竜会」の会長。好きなものはニンテンドーDS、ブラックコーヒー。嫌いなものは怠け者、乳製品。
倉持 巌（くらもち いわお）
みちるの父で「株式会社青竜会」社長。みちるにK都守護家当主としてではなく、普通の少女として生きてほしいと願っている。
陽拳（ヨウケン）
32歳。1975年5月27日生まれ（双子座）、AB型、左利き。身長203cm、体重118kg。
倉持家のボディガードの一人。顔に十字の模様がある。幼い頃から陰拳とともにみちるを見守って来た、倉持家の忠臣。
好きなもの、嫌いなもの、ともに不明。
陰拳（オンケン）
32歳。1975年5月27日生まれ（双子座）、AB型、右利き。身長203cm、体重118kg。
倉持家のボディガードの一人。顔に一字の模様がある。陽拳とは双子の兄弟。

### 叛阿弥家
K都守護家『西の白虎』。本作には未登場。2巻のカバー裏に当主とおぼしき人物が描かれた。

### その他
岸田 美依子（きしだ みいこ） / ミーコ
16歳。1991年9月17日生まれ（乙女座）、A型。身長154cm、体重45kg。
K都市立桐星高校1年生の少女。部活動は家庭部に所属。一人称は「私」。
普通の女子高生だが、騒動に巻き込まれたのをきっかけに魔物退治に首を突っ込んでいく。実家は玄武寺の隣で果物屋・きしだフルーツを営んでいる。
かなりの怖がりで大食い（甘党）でもある。天然な時生のツッコミ役を見事に果たしている。本作品のヒロイン的存在。
料理が得意で、「きしだフルーツ」で販売しているフルーツケーキは彼女が作っているものである。
話し言葉やモノローグでは、関西弁を使用している。
好きな物は甘いものと太った猫、嫌いなものはお化けと幽霊（但し、時生と出会う事で興味の対象になってゆく。）、足の多い虫、数学。

## 祅魔（ヨーマ）

### K都守護家
カトブレパス
異界ですら危険と恐れられた大祅魔。その瞳には猛毒が仕込まれており、それを見た者は命の時間までも止められてしまう。
全身が黒く、眼（と思われる場所）が時計のようになっている。現在は時生の僕となり、時生の眼の中に潜んでいる。
自身が猛毒を持っているため、毒に対して強い耐性がある。すさまじい怪力を持ち、窮奇を一撃で吹き飛ばすほどの破壊力を持つ。時生と同化することが可能。
時止める瞳（とどめるめ）
視線を送った対象の時間をしばらくの間止める。この能力によって液体は刃と化し、布等はどんな攻撃を通さない鉄壁と化す。ただし、透明なものや、早すぎて見えないものなど、時生の視力で捕らえられないものは止める事は出来ない。また、生き物の時間を止める事も不可能。
死時滅る瞳（しとめるめ）
視線を送った対象の「命の時間」を止める毒を与え、死に至らしめる。要する時間は5秒。

真朱鴗鳥（マソホソニドリ）
全身が炎に包まれた鳥型祅魔。
現在は一燈の髪に潜んでいる。普段は契約の証である髪飾りの中に封印されている。
真朱鴗鳥を纏うことによって一橙自身も空を飛ぶことができる。
弌焔弾（イチエンダマ）
指先から真朱鴗鳥の顔をした小型の火の玉を放つ技。攻撃速度は速く、連発もできる。
百焔弾（ヒャクエンダマ）
真朱鴗鳥の翼から弌焔弾を無数に放つ。
閃焔殺（センエンサツ）
掌で練り上げた灼熱の焔を相手の体に直接叩き込む。

銀星（ギンボシ）
額と胴の部分に星のマークがある小型の魚型祅魔。光樹の右手の人差し指の中で飼われており、光樹が触れたものを狙った方向へ秒速350メートル（放たれた拳銃弾と同じ速さ）でぶつけることができる。狙ったものを中心として、360度どこからでも狙える。デザインは深海魚のテングギンザメがモチーフ。
雷切（ライキリ）
刀身の付け根に稲妻のマークがある日本刀型の祅魔。透侍の体の中で飼われており、切っ先に触れたものを何でも斬ってしまう（ゆえに鞘は無い）。
娑伽羅王（シャカラオウ）
倉持家に代々憑く祅魔。巨大な龍の姿をしている。女性の身体にしか宿ることの出来ない祅魔。水をつかさどる祅魔で、体から溢れる水は治癒能力がある。宿主の力に合わせてその姿を成長させていくタイプの祅魔で、みちるの場合はまだ子供の龍である。饕餮曰く『「拾」クラスにも満たない』ようだが、目覚めてしまうと、とてつもない力となる。水を祅魔が嫌う聖水に変化する能力を持つ。聖水を槍に変えることができるが、現在のみちるの力では槍を形成してもすぐに形が溶けてしまう。

### 天魔波旬の勢力
天魔波旬（てんまはじゅん）/ 志村時人（しむら ときひと）
時生の兄が時人、その時人の体と同化しているのが天魔波旬である。守護家祆魔の継承式の日に、両親もろともその場にいた人間を皆殺しにした過去を持つ。瞳孔は星型。どのような能力を持つかは不明。
本来21代目の志村家当主は彼だったが、波旬と同化した為魔道に堕ちた。世界を祅魔の手に落とそうと企んでいる。
志村時人は21歳。魔道に堕ちる前は、一燈とは親友の関係にあった。
開明（カイメイ）
祅魔の長的存在で波旬の忠実な部下。本来足がある部分にも手があり、計4本の腕を持つ。白澤のようなフードを被り、顔は暖簾のようなもので隠れている。巨大な巻物を所持。千里眼でありとあらゆるものを見通す。「弌」クラス。
熾凶（シキョウ）
身の丈ほどもある鎌を持った少年の祅魔。四凶の一人「キュウキ」の体内に潜んでいた。4000年の眠りについていたが故古い破壊呪文などを使用するが、その威力は絶大。クラスは不明だが饕餮をもしのぐ祅力を持ち、近辺に転がっていた饕餮の測定器が爆発するほど。
渾沌（コントン）
四凶の一人。犬の顔に髭が生えた祅魔。鋭い杭を握りこんだ拳をあしらった金属製の杖で戦う。細身家へ向かうが、透侍の使う雷切によって一瞬で切り裂かれ、熾凶によって自爆させられた。「肆」クラス。
檮杌（トウコツ）
四凶の一人。セクシーな姿の女性の祅魔。細身家へ向かう途中七尾と鉢合わせする。風使いで空気で攻撃をガードしたり、風の刃で敵を切り裂く。リミッターを外すと恐ろしい形相に変わり爪が長く伸びる。最期は銀星の能力で、背後からバイクをぶつけられ爆死した。「肆」クラス。
窮奇（キュウキ）
四凶の一人。巨大な牙の生えた獣の祅魔。饕餮と共に倉持家に襲来する。自身曰く、百の武術をマスターしているとのこと。時生の鉄扇で一撃で倒された挙げ句、熾凶が出てくる際、腹を破ったため、絶命。
饕餮（トウテツ）
四凶のリーダー。眼鏡をかけた厳つい老人の祅魔で、集めたデータをもとに戦う頭脳派。パワータイプでもあり、リミッターを外すと筋骨隆々の化け物へと変身し、目からはレーザービームも発射する。荒九年に毒を与えた張本人。窮奇と共に倉持家に襲来する。時生が止めた娑伽羅王の槍で身体を貫かれて死亡。普段は「肆」クラスで、リミッターを外すと「弎」クラスになる。
荒九年（アラクネ）
蜘蛛に似た姿をしていて、八肢の縞模様が特徴的。吐く糸は強力で、絡みとられれば一巻の終わり。「捌」クラス。
白澤曰く「荒九年は毒を持たない」が、志村家に現れたこの荒九年は何でも溶かす強力な毒を持つ。また身体を潰されても再生する。
志村家の結界を破り、時生を粘糸で絡めとって動きを封じるが、得意の毒が効かないままカトブレパスに倒される。
以津真天（イツマデ）
鳥型の祅魔。幼児の顔、蛇の尾を持ち、口から火炎を吐く。火属性の攻撃に対しては結構タフ。「イツマデ」と鳴く。「伍」クラス。
一橙と空中戦と火力戦を繰り広げ、ミーコの左肩に七歩蛇の呪を残したが、最後は閃焔殺によって倒される。
禍羅火（マガラビ）
呪いの言葉を炎の球に換えて口から吐き出す。
骸黒十字（むくろじゅうじ）
十字の形をした強力な怨炎。少し触れただけでも魂を焼かれて死ぬ。

七歩蛇（しちほだ）
特殊な術により以津真天と合体していた蛇型の祅魔。唾液をかけられた者は死の呪いを受け、「七歩」歩くと死んでしまう。
七歩蛇の呪（シチホダのジュ）
唾液を媒介とした呪いの刻印。この呪いを受けてからきっかり七歩歩くと死んでしまう。

### その他
梔（くちなし）
自らの体から分裂した子供を使い、若い女性を襲い、その生気と肉を吸いミイラにしてしまう。一人称は「私」。指定した人間にしか見えない電車の幻覚を出す。本性はカメレオンのような姿をしており、丁寧語で話す。電車に迷い込んだ時生とミーコに襲い掛かるが、時生のカトブレパスの前にあっけなく崩れ去った。本体は「捌」クラスで、子供の梔は「拾」クラス。

## 階級
祆魔にはそれぞれ10の階級（クラス）が存在し、それぞれが大字（弌 - 弎は古字）で表現される。弌に近いほど強く、拾に近いほど弱い。弌が最上級クラス、弐 - 肆が上級クラス、伍 - 柒が中級クラス、捌、玖が下級クラス、拾が最下級クラスとなる。
1. 弌（アルバレスト）
2. 弐（ギサルメ）
3. 弎（カルド）
4. 肆（フラメア）
5. 伍（ヤタガン）
6. 陸（サクス）
7. 柒（タバルジン）
8. 捌（コラムビ）
9. 玖（クファンジャル）
10. 拾（クーゼ）

## 用語
K都守護家
千年以上前の祅魔全盛の頃にK都に立ち上がり、祅魔を手なずけ自らの力として操ることができる「祅飼（ようかい）の術」をあみだし、凶悪な祅魔を退治した英雄。
その英雄が自分の後を託した四兄弟のこと。その四兄弟は都の四方に散り、それぞれを北の玄武「志村」、東の青竜「倉持」、南の朱雀「細美」、西の白虎「叛阿弥」と名乗り現在に至っている。
祅飼の術
祅魔を自らの体の一部分に封じ込めて、自らの力として操る事が出来る。
祆魔（ヨーマ）
簡単に言えば妖怪や悪魔の正体。時々、人を襲う種族もいるらしい。
あやつりの玉
祆魔の身体に埋め込んで自由に操ることができる呪具。
合成祆魔（キメラーマ）
特殊な術で別種の祆魔と合体した人工の祆魔。
四凶（シキョウ）
祅魔の幹部的存在である4体の祅魔。かつて中国大陸で暴虐の限りを尽した。天魔波旬の願い成就のため開明の下で動く。実は熾凶の分身である。
測定器（メーテル）
相手の祅力を炎の大きさで測ることのできる装置。炎が大きいほど階級の高い祅魔であることがわかる。四凶が各々所持している。
魔道（ミクトラン）
祅魔の元へ降った人間。完全同化等で魔道に落ちることが多い。
結界杭（けっかいこう）
K都守護家にそれぞれ一つずつある結界の源。これを置いておくことでK都内に結界を張ることができ、結界内では祅魔は一時間と現世にとどまれない。朱雀庵は朱雀庵の内部、倉持家は中央に聳え立つビルそのもの、志村家は白澤自身が結界杭となっている。一度露出してしまえば下級祅魔ですら簡単に破壊することができる。
黒牡山（くろぼざん）
志村家当主が代々秘密の修行場としている山。時生も継承した際に半年間山篭りをしたが、白澤から相当キツいしごきを受けたようで、再び修行へ行くことになった際にはそのことを思い出して渋っていたほど。

## 読切
2006年40号掲載。この年行われなかった『ジャンプ金未来杯』の代替企画『3号連続新人読切』の第2弾として掲載された。単行本2巻に収録。
連載との相違点
- 連載の第2話が読切に当たる内容。
- 祅魔は人に取り憑いて行動する。取り憑かれた人は祅魔の能力を使うことが可能だが、祅魔に完全に飲み込まれる場合がある。
- K都守護家の4兄弟の設定がない。
- 時生は一人っ子で、当主を継いだ理由は父の急逝のため。
- 時生の左目がカトブレパスの能力を持つことは連載版と同様だが、カトブレパスと首輪に繋がる鎖は時生の左腕の封印の紋章から出現する。
- その他、キャラクターや衣装などの仔細なデザインが連載版と異なる。

火車（かしゃ）
読み切り版で登場。ネコの顔を持つ祅魔で、体から火を吹き、あらゆるものを焼き尽くす。
連続放火魔の犯人で、時生の家に乗り込んでくる。行動を共にしていた人間のしもべをその場で焼き尽くすほど残酷な性格。水が大の苦手で、庭の池に落ちて弱ったところをカトブレパスに倒される。

## 単行本
1. 志村時生 ISBN 978-4-08-874459-9
2. ありがとう ISBN 978-4-08-874461-2

## エピソード
- 本誌掲載時には毎回コマの隅などにサブタイトルが記されていた。
- 連載第一回目の巻末コメントで、田中は師匠である荒木飛呂彦に感謝の言葉を述べている。また、この作品の単行本第1巻と『スティール・ボール・ラン』の第13巻が同日発売になったことについて、荒木が第1巻のオビで「これって運命を感じるね!」とコメントしている。